# Anastassija Jewgenjewna Beljakowa
Anastassija Jewgenjewna Beljakowa (russisch Анастасия Евгеньевна Белякова; * 1. Mai 1993 in Slatoust, Oblast Tscheljabinsk, Russland) ist eine russische Boxerin.

## Karriere
Anastassija Beljakowa wechselte im Alter von 13 Jahren vom Skisport zum Boxen, ihr erster Trainer war Jewgeni Tarasow. Sie wurde 2011 Russische Jugendmeisterin im Leichtgewicht und gewann im selben Jahr und in dieser Gewichtsklasse auch die Jugend-Europameisterschaft in Orenburg und die Jugend-Weltmeisterschaft in Antalya.
Nachdem sie auch bei den Erwachsenen 2012 und 2013 Russische Meisterin im Leichtgewicht geworden war, sowie nach einer Finalniederlage gegen Quanitta Underwood die Silbermedaille bei den World Combat Games 2013 in Sankt Petersburg erreicht hatte, erfolgte 2014 ihre Einberufung in das Nationalteam, wo sie beim ZSKA Moskau trainierte.
Sie gewann im Juni 2014 mit einem Finalsieg gegen Natasha Jonas die Goldmedaille im Halbweltergewicht bei den Europameisterschaften in Bukarest, im September 2014 die Goldmedaille im Leichtgewicht bei den World University Championships in Jakutsk, sowie im November 2014 ebenfalls die Goldmedaille im Halbweltergewicht bei den Weltmeisterschaften in Jeju-si, nachdem ihr im Finale ein Sieg gegen Sandy Ryan gelungen war.
2015 gewann sie im Halbweltergewicht die Europaspiele in Baku, wobei sie unter anderem erneut Sandy Ryan und Valentina Alberti bezwang. Anschließend ging sie wieder im Leichtgewicht an den Start und konnte bei den Weltmeisterschaften 2016 in Astana, unter anderem mit Siegen gegen Adriana Araújo, Hasnaa Lachgar und Mira Potkonen, bis in das Finale vordringen, wo sie gegen Estelle Mossely unterlag und Vize-Weltmeisterin wurde.
Damit verbunden war die Teilnahme an den Olympischen Spielen 2016 in Rio de Janeiro. Sie konnte dabei durch einen Sieg gegen Mikaela Mayer das Halbfinale erreichen, wo sie erneut gegen Estelle Mossely verlor und Bronze gewann. Im August 2016 wurde sie für ihre sportlichen Erfolge mit dem Verdienstorden für das Vaterland II. Klasse ausgezeichnet.
2018 wurde sie in Sofia Vize-Europameisterin, nachdem sie im Finale knapp mit 2:3 Mira Potkonen unterlegen war. Bei den Weltmeisterschaften 2018 in Neu-Delhi schied sie ebenfalls mit einer knappen 2:3-Wertung im Achtelfinale gegen Wenlu Yang aus.
Durch eine erneute Niederlage im Halbfinale gegen Mira Potkonen erreichte sie eine Bronzemedaille bei den Europaspielen 2019 in Minsk und startete auch bei den Europameisterschaften 2019 in Alcobendas, wo sie im Viertelfinale gegen Amy Broadhurst verlor.